# Грузовая авиакомпания

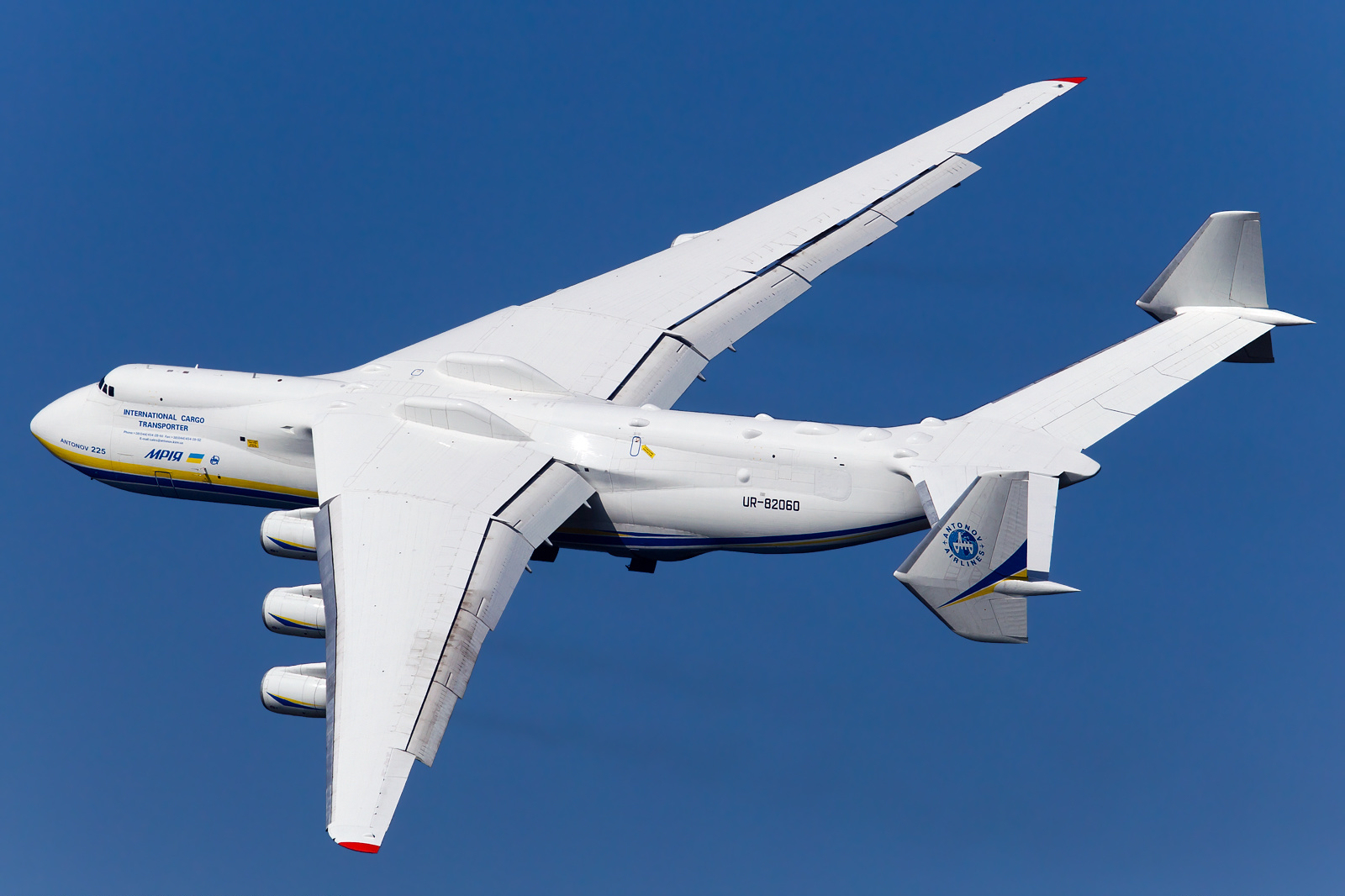
Ан-225 «Мрия» являлся крупнейшим грузовым самолётом. Единственный экземпляр до 2022 года эксплуатировала авиакомпания «Авиалинии Антонова»

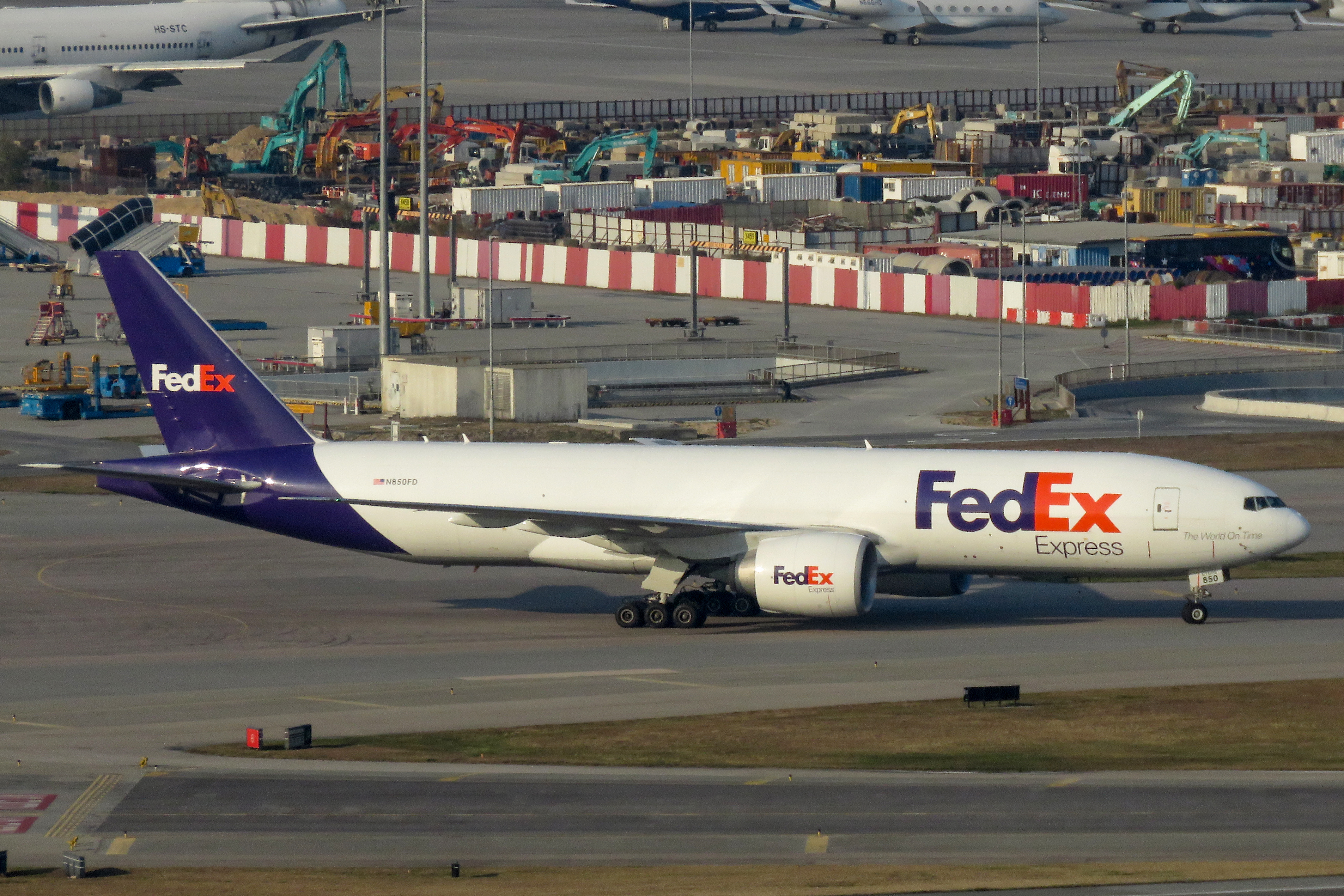
Boeing 777F FedEx Express — крупнейшей в мире грузовой авиакомпании

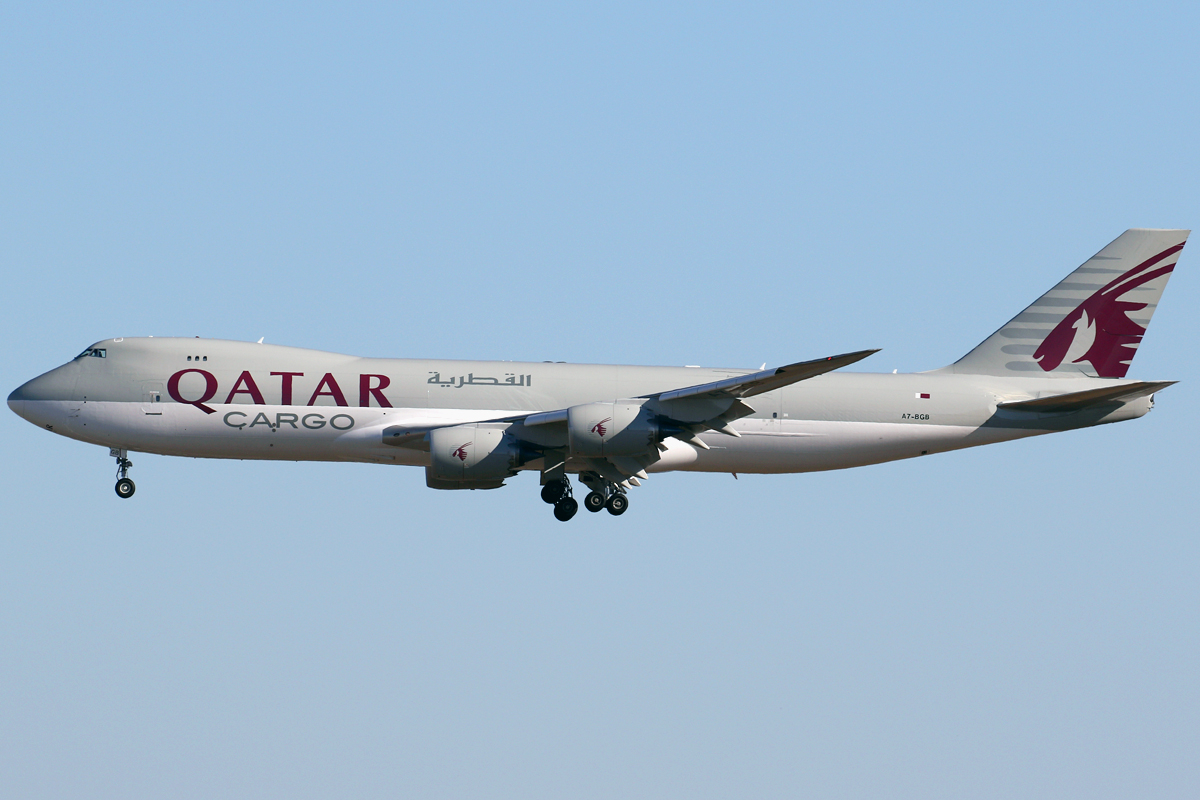
Boeing 747-8F авиакомпании Qatar Airways Cargo — крупнейшего в мире грузового филиала пассажирской авиакомпании

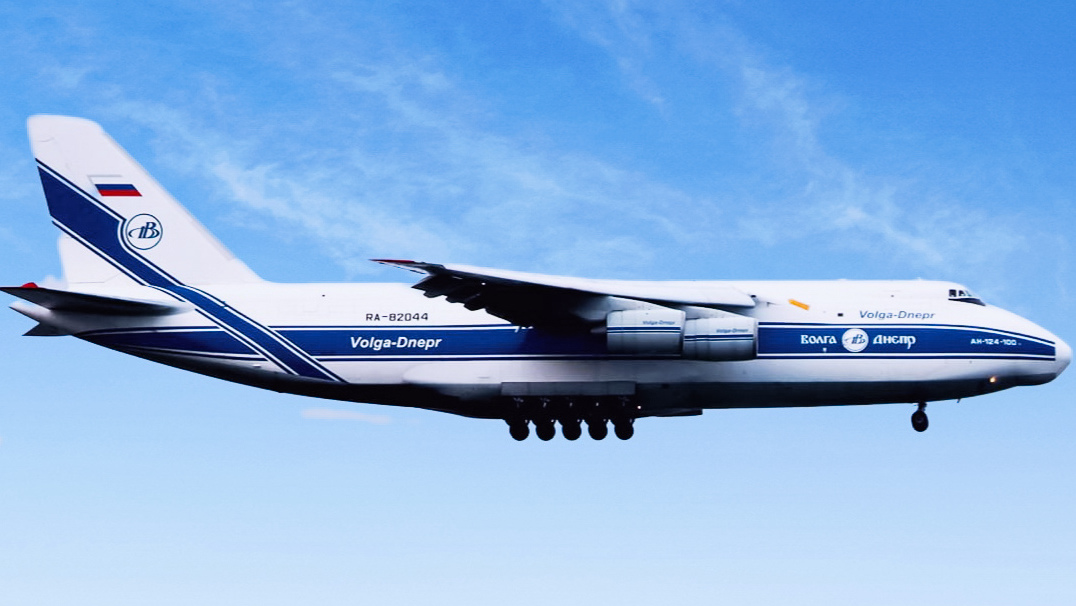
Ан-124 авиакомпании «Волга-Днепр» — крупнейшего гражданского эксплуатанта этого типа

Грузовая авиакомпания — авиакомпания, занимающаяся грузовыми авиаперевозками и эксплуатирующая специально предназначенные для этих целей воздушные суда. Многие грузовые авиакомпании являются дочерними компаниями пассажирских авиаперевозчиков.

## Логистика
Грузовые авиаперевозки являются одним из компонентов многих международных логистических сетей. Логистика включает в себя перемещение сырья, товаров, находящихся в производстве и готовых товаров.

## Грузовые воздушные суда
Крупные грузовые авиакомпании, как правило, используют новые или недавно изготовленные грузовые самолёты. Однако многие грузовые авиакомпании используют старые самолёты, в том числе уже не подходящие для обслуживания пассажиров, такие как Boeing 707, Boeing 727, Douglas DC-8, McDonnell Douglas DC-10, McDonnell Douglas MD-11, Airbus A300 и Ил-76.
Ан-225 «Мрия», увеличенная версия Ан-124 «Руслан», являлся крупнейшим в мире транспортным самолётом и использовался для перевозки крупных и негабаритных грузов до февраля 2022 года, когда был уничтожен в ходе боёв за аэропорт «Антонов». Единственный лётный экземпляр эксплуатировался авиакомпанией «Авиалинии Антонова».
В прошлом некоторые грузовые авиакомпании время от времени перевозили на рейсах пассажиров, а UPS Airlines безуспешно пыталась создать подразделение пассажирских чартерных авиакомпаний.
Boeing 747 также широко используется в качестве грузового самолёта.

## Крупнейшие грузовые авиакомпании
10 крупнейших грузовых компаний по данным на 2020 год:
| №  | Компания                      | Статистика (по грузообороту в тонно-километрах, млн) | Статистика (по грузообороту в тонно-километрах, млн) | Статистика (по грузообороту в тонно-километрах, млн) |
| №  | Компания                      | 2020                                                 | 2019                                                 | 2018                                                 |
| -- | ----------------------------- | ---------------------------------------------------- | ---------------------------------------------------- | ---------------------------------------------------- |
| 1  | FedEx Express                 | 20 656                                               | 17 503                                               | 17 499                                               |
| 2  | UPS Airlines                  | 14 371                                               | 12 842                                               | 12 695                                               |
| 3  | Qatar Airways Cargo           | 13 740                                               | 13 024                                               | 12 713                                               |
| 4  | Emirates SkyCargo             | 9 569                                                | 12 052                                               | 12 459                                               |
| 5  | Cathay Pacific Cargo          | 8137                                                 | 10 930                                               | 11 284                                               |
| 6  | Korean Air Cargo              | 8104                                                 | 7412                                                 | 7839                                                 |
| 7  | Lufthansa Cargo               | 7697                                                 | 7226                                                 | 7394                                                 |
| 8  | Cargolux                      | 7345                                                 | 7180                                                 | 7322                                                 |
| 9  | Turkish Cargo                 | 6977                                                 | 7029                                                 | 7051                                                 |
| 10 | China Southern Airlines Cargo | 6591                                                 | 6825                                                 | 6597                                                 |

## Деятельность в период пандемии COVID-19
Пандемия COVID-19 нанесла серьёзный удар по авиации. Почти полное прекращение пассажирских авиаперевозок сократило грузопоток, поскольку половина от общего числа авиагрузов перевозится в багажных отделениях пассажирских самолётов. Как следствие, фрахты на грузовые авиаперевозки выросли с 0,80 доллара за килограмм для трансатлантических грузов до 2,50—4 доллара за килограмм, что побудило пассажирские авиакомпании выполнять грузовые рейсы, а грузовые авиакомпании ввести в эксплуатацию самолёты, находящиеся на хранении.